# Lesley Yellowlees

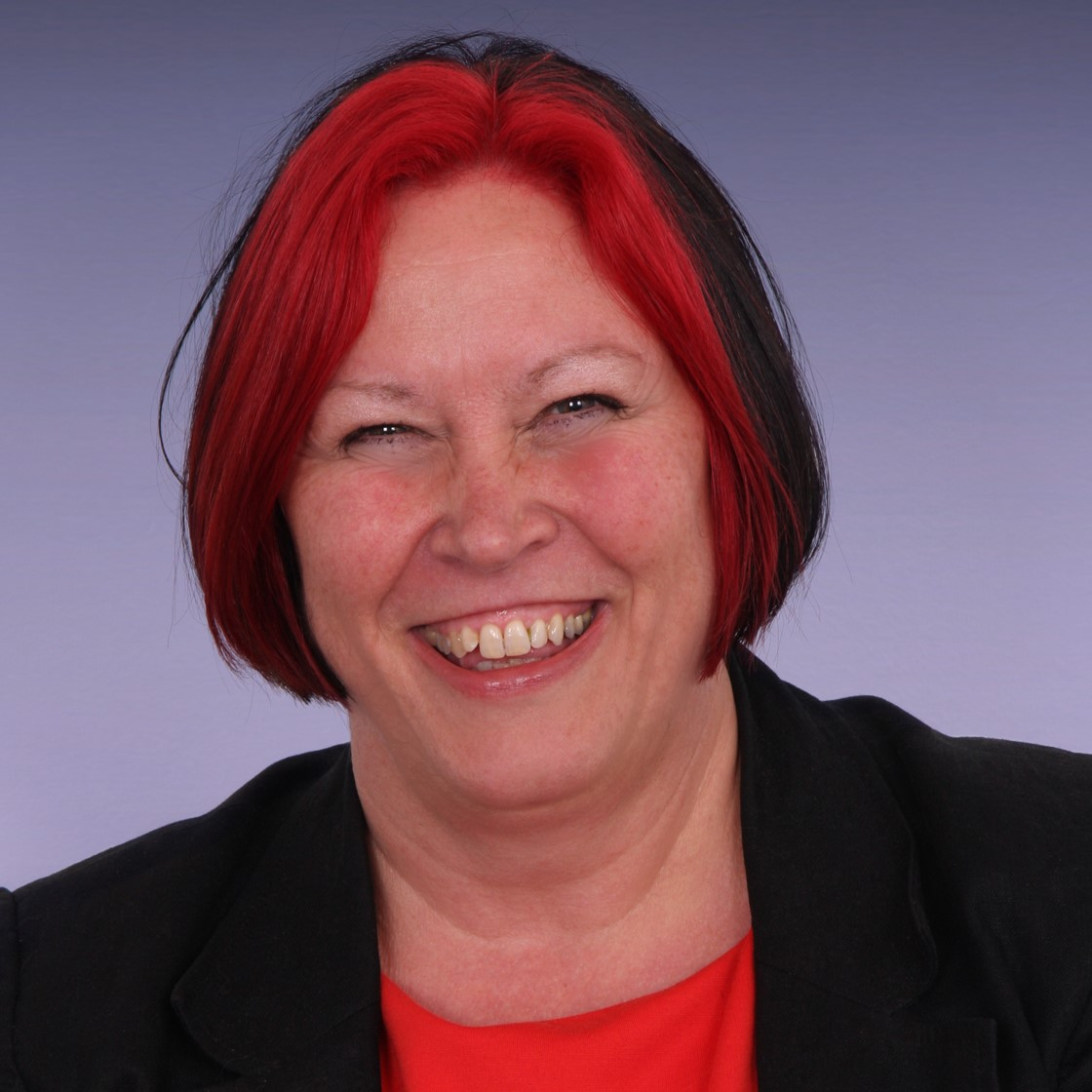
Lesley Yellowlees

Lesley Jane Yellowlees, CBE (* 1953 in London, England) ist eine britische Chemikerin und Hochschullehrerin. Sie war von 2012 bis 2014 die erste Präsidentin der Royal Society of Chemistry.

## Leben und Werk
Yellowlees studierte an der University of Edinburgh, wo sie 1975 den Bachelor of Science in Chemischer Physik erwarb und 1982 in Anorganischer Elektrochemie promovierte. Sie heiratete den Wirtschaftsprüfer P.W. Yellowlees, mit dem sie zwei Kinder bekam.
Nach Forschungsaufenthalten in Brisbane und Glasgow kehrte sie 1986 zunächst als Demonstratorin, dann als Dozentin an die University of Edinburgh zurück, wo sie Professorin wurde. Sie erhielt 2005 einen Lehrstuhl für Anorganische Elektrochemie, wurde zur Leiterin der School of Chemistry ernannt und 2011 zur stellvertretenden Direktorin und ersten Leiterin des College of Science and Engineering an der University of Edinburgh befördert.
Die Schwerpunkte ihrer Forschung liegen in der Spektroelektrochemie und Solarenergieforschung. Sie war Vorsitzende der Redaktion des Magazins Chemistry World.
Sie ging 2017 in den Ruhestand. Derzeit ist sie Mitglied des Edinburgh Napier University Court, des Scottish Funding Council Board und des CaSE Board. Sie leitet die Learned Societies Group der Royal Society of Edinburgh und ist Teil der Athena Swan Review Group.

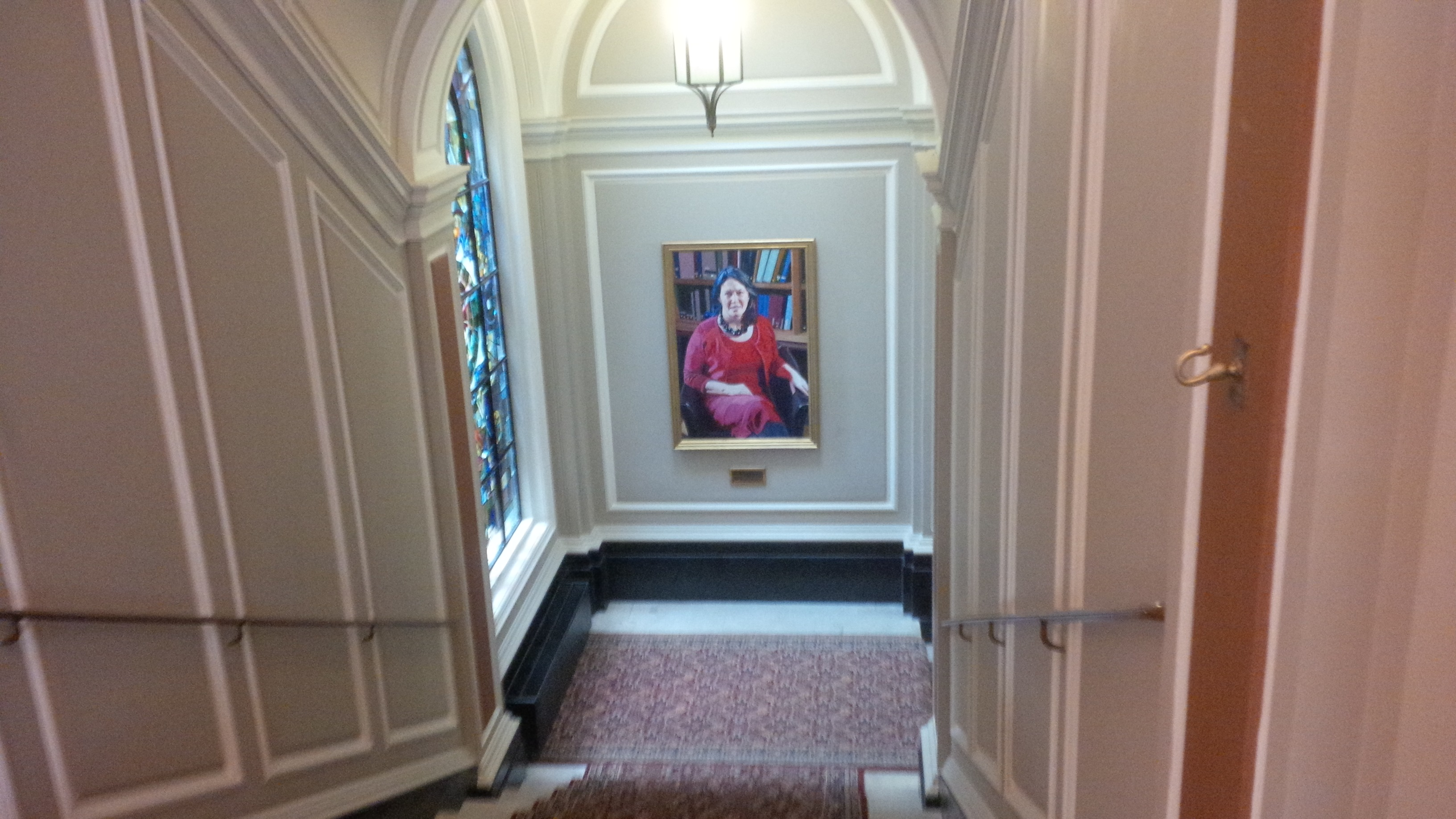
Ein Porträt von Prof. Yellowlees von Peter Edwards hängt im Treppenhaus der Royal Society of Chemistry

## Auszeichnungen
- 2005:  MBE für Verdienste um die Wissenschaft
- 2005: Fellow des Institute of Physics
- 2011: Distinguished Woman in Chemistry Award, International Union of Pure and Applied Chemistry[4]
- 2012: Ehrendoktorwürde der Heriot-Watt University
- 2012: Fellow der Royal Society of Edinburgh[5]
- 2013: Woman Scientist of the Year Award, Medical Research Council
- 2014: Aufnahme in die 100 Women (BBC)
- 2014: Commander of the Order of the British Empire[6]
- 2016: Ehrendoktorwürde der Edinburgh Napier University[7]
- 2019: Ehrendoktorwürde der University of St Andrews[8]

## Veröffentlichungen (Auswahl)
- mit Paul Murray, Wolfgang Kaim, Axel Klein: EPR Spectroelectrochemistry in Spectroelectrochemisty, R.S.C publishing, 2008.
- mit Christopher J. Adams, Lucy E. Bowen, Mark G. Humphrey, Joseph P. L. Morrall, Marec Samoc: Ruthenium bipyridyl compounds with two terminal alkynyl ligands. Dalton Transactions, 2004, (24), S. 4130–4138.